# شنا در مسابقات جهانی ورزش‌های آبی ۲۰۰۱
شنا یکی از رشته‌های ورزشی مسابقات جهانی ورزش‌های آبی ۲۰۰۱ بوده است.

## جدول مدال‌ها
میزبان 
| رتبه  | کشور                | طلا | نقره | برنز | مجموع |
| ۱     | استرالیا            | ۱۳  | ۳    | ۳    | ۱۹    |
| ۲     | ایالات متحده آمریکا | ۹   | ۹    | ۸    | ۲۶    |
| ۳     | آلمان               | ۳   | ۶    | ۶    | ۱۵    |
| ۴     | هلند                | ۳   | ۴    | ۰    | ۷     |
| ۵     | اوکراین             | ۳   | ۱    | ۰    | ۴     |
| ۶     | چین                 | ۲   | ۲    | ۳    | ۷     |
| ۷     | ایتالیا             | ۲   | ۲    | ۲    | ۶     |
| ۸     | سوئد                | ۱   | ۳    | ۲    | ۶     |
| ۹     | بریتانیای کبیر      | ۱   | ۲    | ۴    | ۷     |
| ۱۰    | روسیه               | ۱   | ۲    | ۳    | ۶     |
| ۱۱    | رومانی              | ۱   | ۱    | ۲    | ۴     |
| ۱۲    | مجارستان            | ۱   | ۰    | ۱    | ۲     |
| ۱۳    | اتریش               | ۰   | ۲    | ۰    | ۲     |
| ۱۴    | ایسلند              | ۰   | ۱    | ۱    | ۲     |
| ۱۵    | کاستاریکا           | ۰   | ۱    | ۰    | ۱     |
| ۱۵    | لهستان              | ۰   | ۱    | ۰    | ۱     |
| ۱۵    | سوئیس               | ۰   | ۱    | ۰    | ۱     |
| ۱۸    | ژاپن                | ۰   | ۰    | ۴    | ۴     |
| ۱۹    | آفریقای جنوبی       | ۰   | ۰    | ۱    | ۱     |
| مجموع | مجموع               | ۴۰  | ۴۱   | ۴۰   | ۱۲۱   |